# Neda Agha-Soltan
Neda Agha-Soltan (en persa: ندا آقاسلطان‎‎; 1982-20 de junio de 2009) fue una estudiante iraní de filosofía, asesinada durante las protestas electorales en Irán de 2009, a manos de la milicia Basij. Su muerte adquirió una enorme notoriedad en todo el mundo al ser grabada en vídeo por otros manifestantes y difundida en Internet. En idioma persa, el nombre Neda significa ‘voz’ o ‘llamada’, por lo que algunos medios de comunicación comenzaron a llamarla «la Voz de Irán».

## Biografía
Agha-Soltan era la segunda hija de tres de una familia de clase media, que vivía en un apartamento en un cuarto piso en la calle Meshkini en el vecindario Tehranpars de Teherán. Su padre es un servidor público y su madre ama de casa. Se graduó en la Islamic Azad University, donde estudió las tradiciones y valores del Islam así como filosofías seculares.

## Fallecimiento

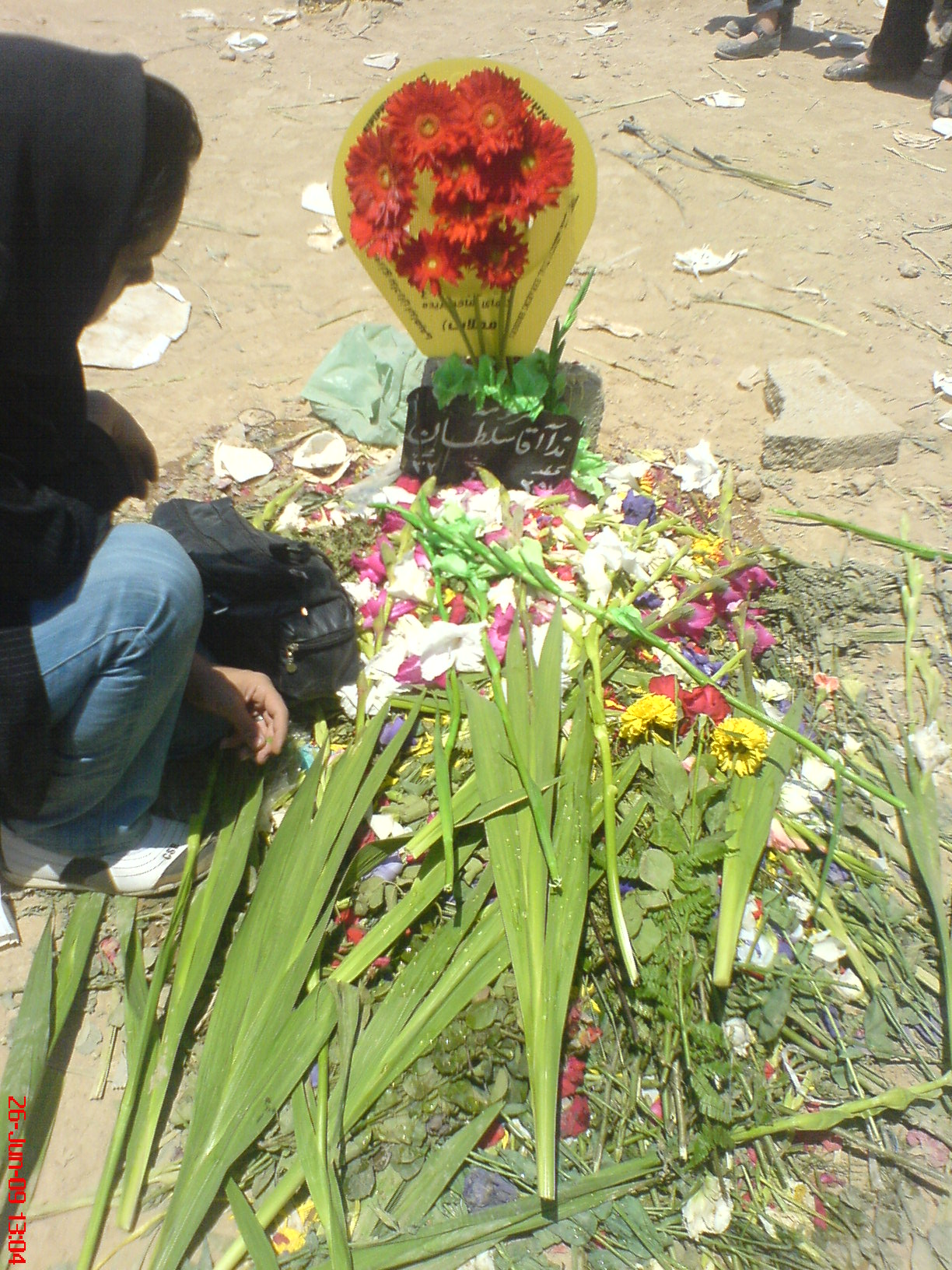
Sitio donde Agha-Soltán fue asesinada, en la avenida Kargar (Teherán).

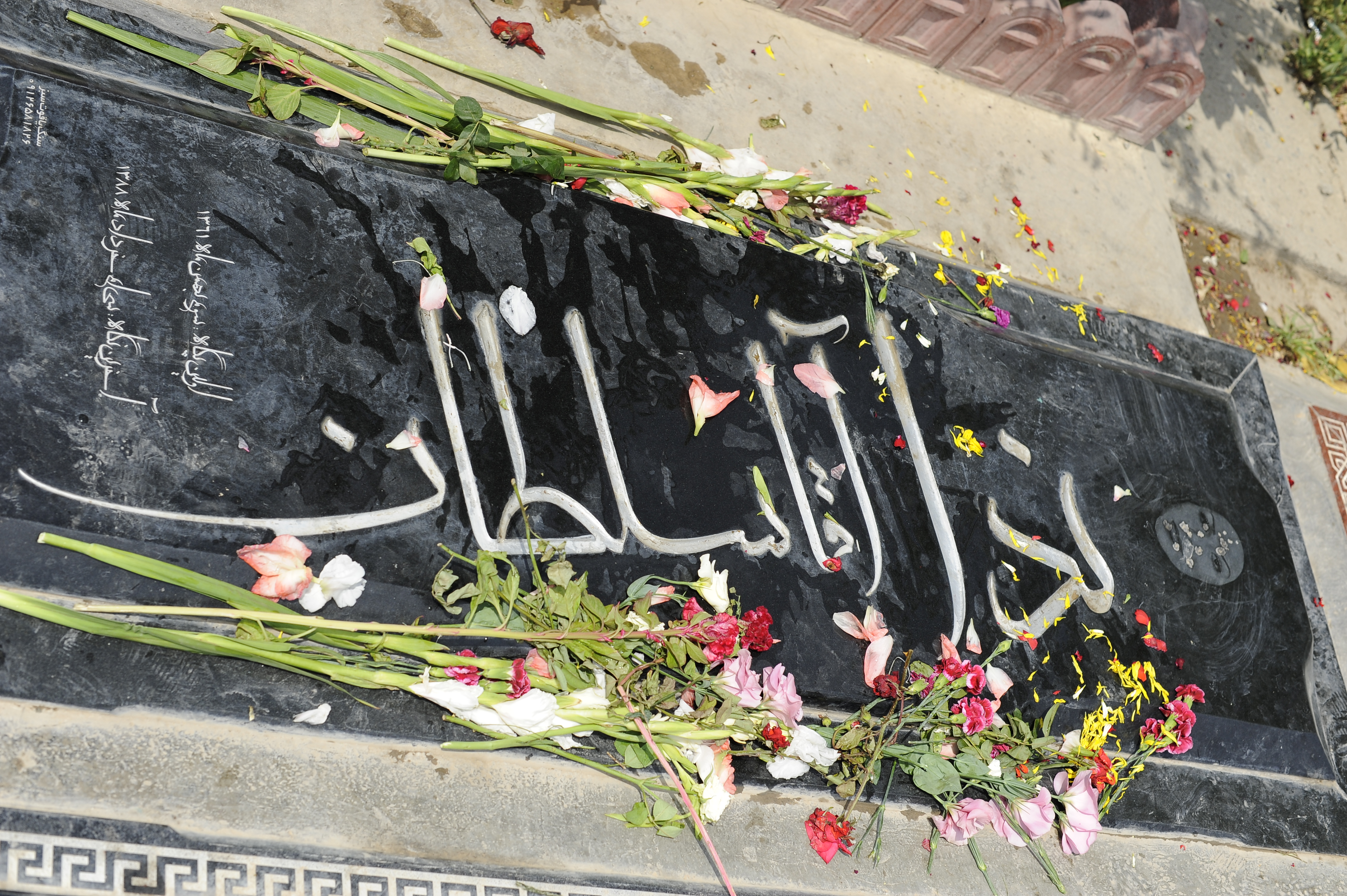
Tumba de Agha-Soltán en el cementerio Behesht-e Zahra (en Teherán).

El 20 de junio de 2009, cerca de las 18:31 PM, Neda Agha-Soltan estaba sentada en su Peugeot 206 en la avenida Kargar en la ciudad de Teherán. Estaba acompañada por su profesor de música y amigo cercano, Hamid Panahi, y dos personas más no identificadas. Los cuatro estaban en camino para participar en las protestas en contra de los resultados de las elecciones del 2009. Ella detuvo su automóvil a cierta distancia de donde se llevaban a cabo las principales protestas de ese día y entonces fue cuando salieron del auto para escapar del calor debido a que el aire acondicionado no funcionaba correctamente. Mientras estaba parada observando las esporádicas protestas en el área, fue herida en el pecho por un disparo de arma de fuego.
El incidente fue filmado en un video amateur, donde se muestra que ella cae al suelo y es atendida a los pocos segundos. Alguien grita "¡Ha recibido un disparo !, ¡Alguien, vengan y ayúdenla!" Los videos son acompañados por el mensaje del doctor después identificado como Dr. Arash Hejazi, quien dijo haber estado presente durante el incidente (pero que escapó de Irán poco después por temor a las represalias del gobierno):

A las 19:05 del 20 de junio en Kargar Ave., en la esquina donde cruzan las calles Khosravi y Salehi, una joven mujer que estaba esperando con su padre [sic, después identificado como su profesor de música] mirando las protestas recibió un disparo por un miembro de los paramilitares Basij escondido en el techo de una casa civil. Él tenía un disparo franco y no iba a fallar, apuntó directo al corazón. Soy doctor, entonces corrí para tratar de salvarla. Pero el impacto del disparo fue tan violento que la bala explotó dentro del pecho de la víctima y ella murió en menos de 2 minutos. Los participantes de la protesta estaban a más de un kilómetro de distancia en la calle principal y otros estaban huyendo debido al gas lacrimógeno usado contra ellos hacia la calle Salehi. El video fue filmado por mi amigo que se encontraba junto a mí."

Sus últimas palabras fueron "Me quemo, me quemo". Fue declarada muerta de camino al hospital Shariati de Teherán.
Hejazi, que se encontraba a un metro de ella cuando el disparo, trató de contener la herida con sus manos. Hejazi dijo que varios manifestantes detuvieron a un hombre en motocicleta mientras gritaban "Lo tenemos, lo tenemos". Lo desarmaron, le quitaron su identificación y lo identificaron como miembro de los paramilitares Basij. El hombre gritaba, "No quise matarla." Los demás lo dejaron ir, pero se quedaron con la identificación del presunto asesino y tomaron muchas fotos de él.